# Tozawa
Tozawa (戸沢村, Tozawa-mura) est un village du district de Mogami (préfecture de Yamagata), dans le nord de l'île de Honshū, au Japon.

## Géographie

### Démographie
Lors du recensement national de 2010, la population de Tozawa s'élevait à 5 303 habitants répartis sur une superficie de 261,25 km2 (densité de population de 20 hab./km2).